# Voluntary Cooperation Movement
Voluntary Cooperation Movement är ett mutualistiskt nätverk för individer som vill nå jämlikhet, genom självorganisering grundat på kooperativ och frihetligt deltagande.
Rörelsen verkar i Storbritannien, Kanada och Argentina.